# تعويضات العمال

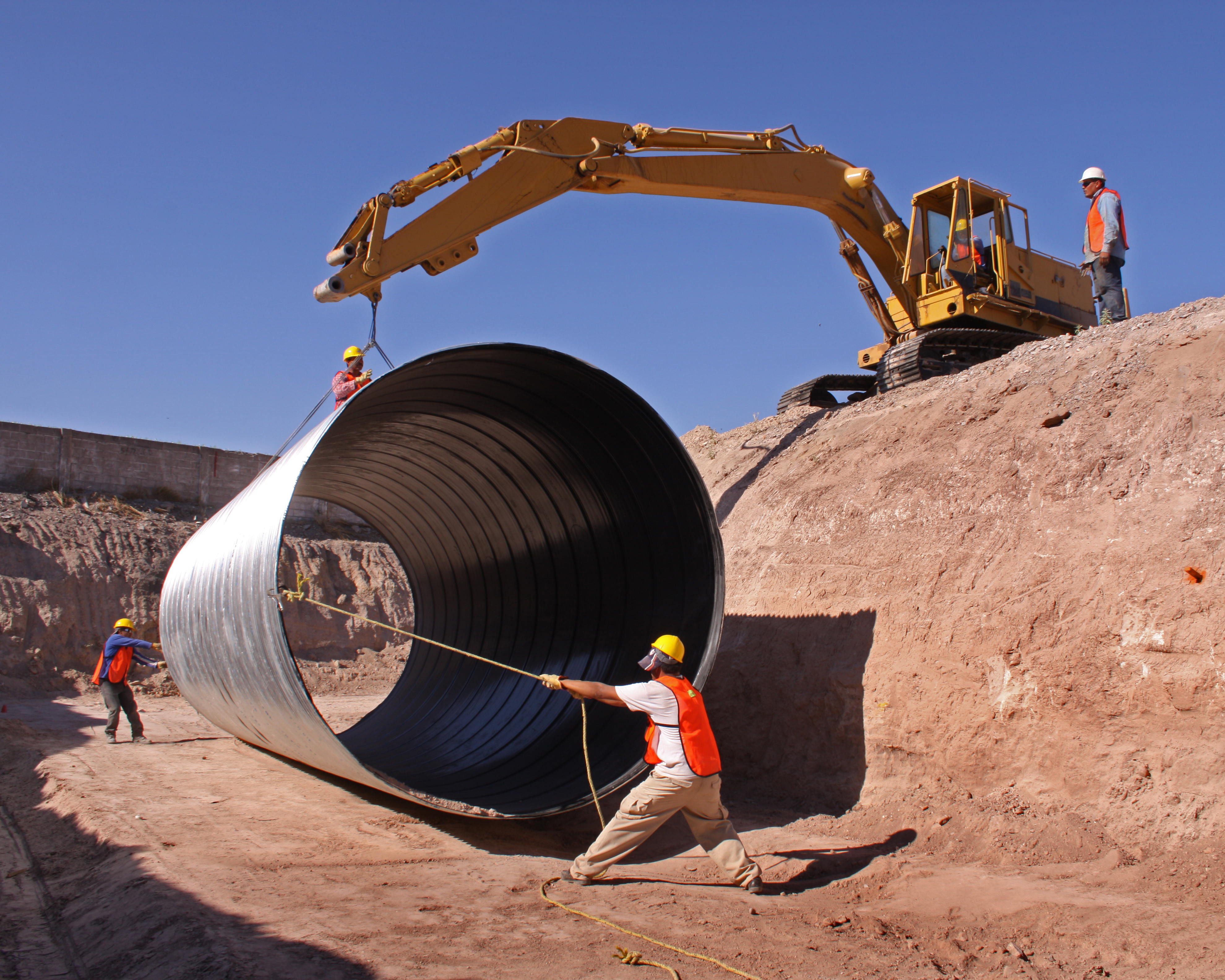
مهام خطيرة شائعة في مكان العمل البناء

تعويضات العمال (بالإنجليزية: Workers compensation)‏ هو شكل من أشكال التأمين على توفير بديل للأجور والفوائد الطبية للموظفين أصيبوا في أثناء العمل في مقابل التخلي إلزامي من حق الموظف لرفع دعوى قضائية ضد صاحب العمل له أو لها نتيجة ضرر أو الإهمال. ومن المعروف أن المفاضلة بين تغطية ومضمون محدود وعدم اللجوء خارج عامل نظام التعويضات بأنها «صفقة التعويضات».
بينما تختلف الاجراءت القضائية بين الولايات ، ويمكن إجراء المدفوعات الأسبوعية بدلا من الأجور (يعمل في هذه القضية باعتبارها شكلا من أشكال التأمين ضد العجز)، والتعويض عن الخسائر الاقتصادية (في الماضي والمستقبل)، أو سداد دفعة من النفقات الطبية ومثل (عاملة في هذه الحالة باعتبارها شكلا من أشكال التأمين الصحي)، والفوائد المستحقة للمعالين من العمال الذين قتلوا أثناء العمل (يعمل في هذه القضية باعتبارها شكلا من أشكال التأمين على الحياة).